# Juanita Hall
Pour les articles homonymes, voir Hall.
Juanita Long, née le 6 novembre 1901 à Keyport (comté de Monmouth, New Jersey) et morte le 28 février 1968 à Islip (hameau de Bay Shore, comté de Suffolk, État de New York), est une actrice, chanteuse et chef de chœur américaine, connue comme Juanita Hall (du nom de son mari).

## Biographie

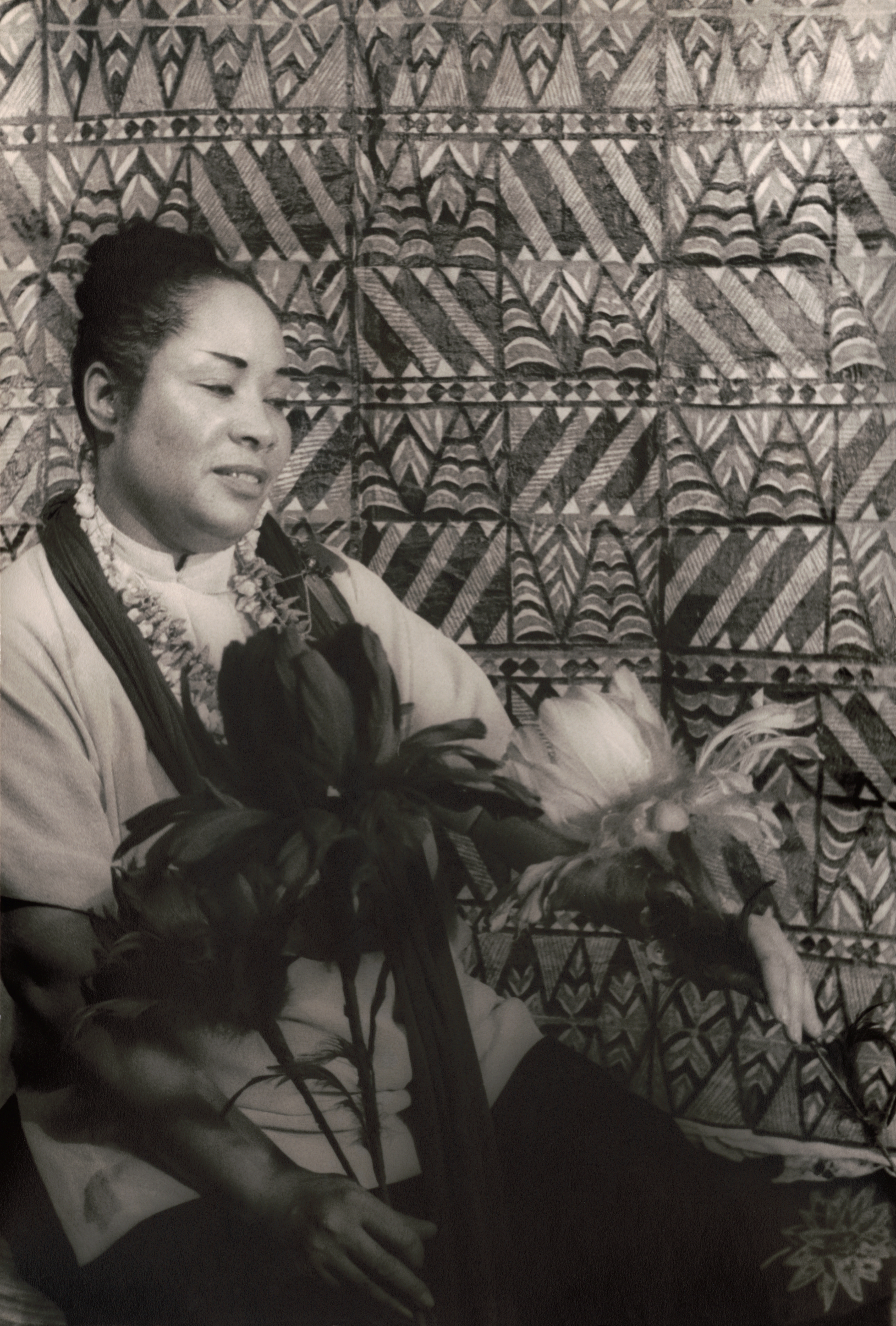
Photographiée en 1949 par Carl van Vechten (rôle de Bloody Mary dans South Pacific)

Juanita Hall débute à Broadway (New York) comme chanteuse soliste et choriste dans Les Verts Pâturages de Marc Connelly (1930-1931, avec Edna Mae Harris) ; participe à cette pièce la chorale d'Hall Johnson (« The Hall Johnson Choir »), dont elle devient l'assistante, en plus d'en être soliste. En 1936, elle est chef de chœur et arrangeuse pour la pièce Sweet River de George Abbott (adaptation du roman La Case de l'oncle Tom d'Harriet Beecher Stowe). Elle contribue à six autres pièces, la dernière en 1956.
Sa première comédie musicale à Broadway (si l'on excepte une revue en 1944-1945) est St. Louis Woman (en) d'Harold Arlen et Johnny Mercer (1946, avec Pearl Bailey et Fayard Nicholas) ; la deuxième est South Pacific de Richard Rodgers et Oscar Hammerstein II (1949-1954), où elle crée le rôle de Bloody Mary, aux côtés de Mary Martin et Ezio Pinza. Ce rôle lui permet de gagner en 1950 le Tony Award du meilleur second rôle féminin dans une comédie musicale.
La dernière de ses quatre comédies musicales à Broadway est Au rythme des tambours fleuris du même tandem Rodgers-Hammerstein (1958-1960, avec Larry Blyden et Keye Luke).
Au cinéma, après un court métrage documentaire de 1937, elle contribue à seulement cinq longs métrages américains (les trois premiers comme elle-même) à partir de 1939 ; le deuxième est Miracle in Harlem (en) de Jack Kemp, auquel collabore sa propre chorale (« The Juanita Hall Choir ») qu'elle fonde au début des années 1940.
Son quatrième film est South Pacific de Joshua Logan (adaptation de la comédie musicale précitée, 1958, avec Mitzi Gaynor et Rossano Brazzi), où elle reprend son rôle de Bloody Mary (mais la production décide de la faire doubler au chant par Muriel Smith). Son dernier film est Au rythme des tambours fleuris d'Henry Koster (adaptation de sa dernière comédie musicale également précitée, 1961, avec Nancy Kwan et James Shigeta), où elle reprend son rôle de Mme Liang.
À la télévision américaine, outre des prestations comme elle-même entre 1949 et 1959, elle apparaît dans deux séries (dont un épisode de Schlitz Playhouse of Stars en 1952) et un téléfilm (1952).
Elle est active aussi comme chanteuse et/ou chef de chœur sur scène (par exemple en cabarets), à la radio et au disque, dans le répertoire des negro spirituals, des gospels et du blues. Notamment, elle enregistre en 1958 pour le label Esoteric Records un disque 33 tours titré Juanita Hall Sings the Blues (aux côtés d'un groupe de musiciens incluant Claude Hopkins au piano et Coleman Hawkins au saxophone), comprenant douze standards du blues, dont Nobody Knows You When You're Down and Out.
Juanita Hall se produit sur scène pour la dernière fois en 1966. Elle meurt début 1968, à 66 ans, des conséquences d'un diabète.

## Théâtre à Broadway (intégrale)

### Pièces
- 1930-1931 : Les Verts Pâturages (The Green Pastures) de (et mise en scène par) Marc Connelly, décors de Robert Edmond Jones, musique de scène interprétée par le Hall Johnson Choir : elle-même (chanteuse soliste et choriste)
- 1934 : Stevedore de Paul Peters et George Sklar (en) : Bertha Williams
- 1935 : Sailor, Beware! (en) de Kenyon Nicholson (en) et Charles Robinson[2] : Dode Bronson
- 1936 : Sweet River de, produite et mise en scène par George Abbott (d'après le roman La Case de l'oncle Tom d'Harriet Beecher Stowe) (arrangeuse et chef de chœur)
- 1942-1943 : Le Pirate (The Pirate) de S. N. Behrman[3] : une vendeuse de mangues
- 1945 : The Secret Room de Robert Turney (en), mise en scène de Moss Hart : Mme Smitkin
- 1946 : Mr. Peebles and Mr. Hooker d'Edward E. Paramore Jr. (en), mise en scène de Martin Ritt : Hattie
- 1956 : The Ponder Heart de Joseph Fields et Jerome Chodorov : Narcisse

### Comédies musicales

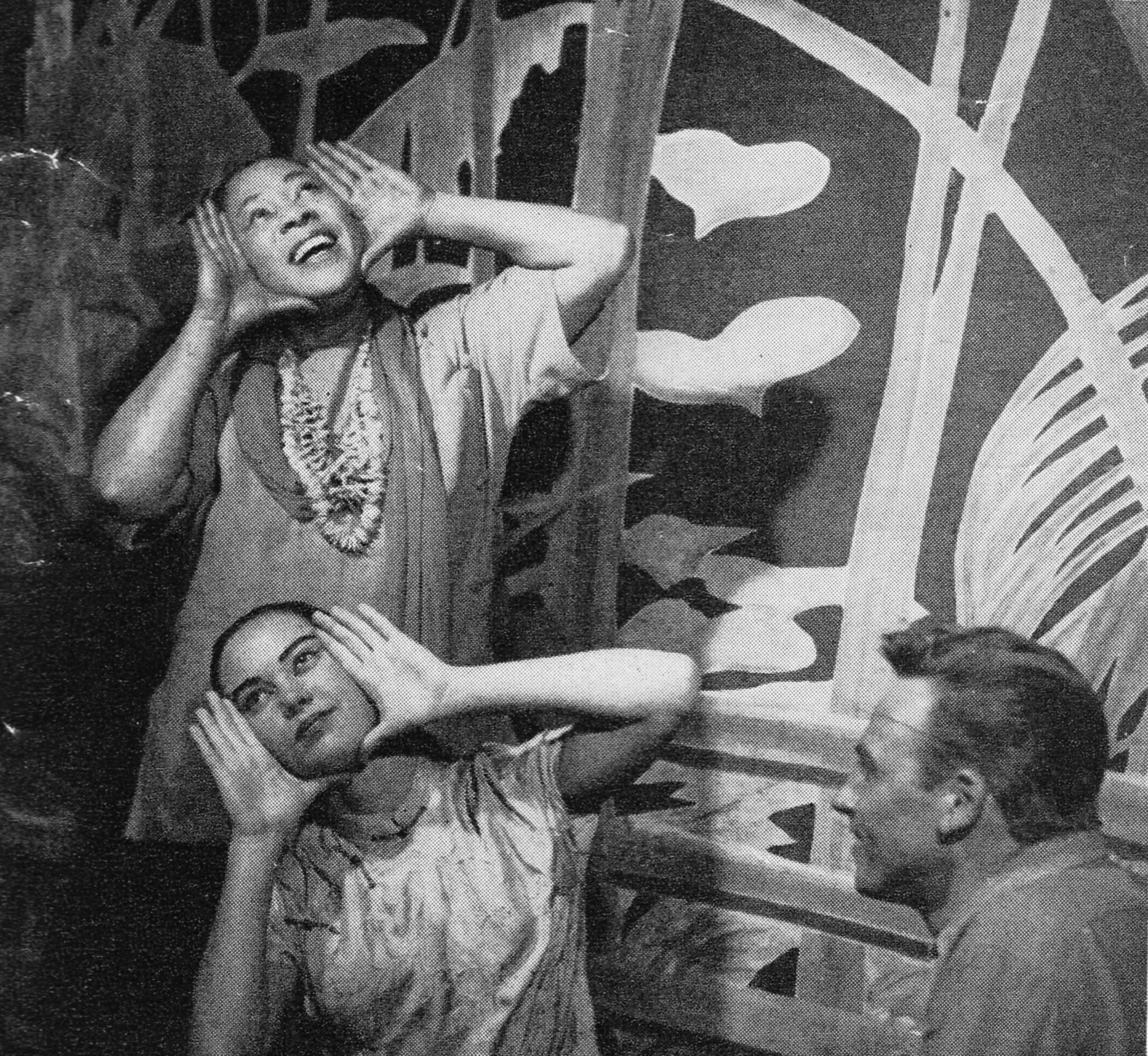
Avec Betta St. John (en bas) et, dans le numéro Happy Talk de South Pacific (1950)

- 1944-1945 : Sing Out, Sweet Land (revue), musique et lyrics d'Elie Siegmaster, sketches de Walter Kerr, costumes de Lucinda Ballard : une vendeuse de pastèques / une membre de la troupe
- 1946 : St. Louis Woman (en), musique d'Harold Arlen, lyrics de Johnny Mercer, livret d'Arna Bontemps et Countee Cullen, chorégraphie de Charles Walters, mise en scène de Rouben Mamoulian : Leah
- 1949-1954 : South Pacific, production de Richard Rodgers et Oscar Hammerstein II, musique de Richard Rodgers (orchestrée par Robert Russell Bennett), lyrics d'Oscar Hammerstein II, livret de Joshua Logan et Oscar Hammerstein II (d'après le roman Tales of the South Pacific de James A. Michener), décors et lumières de Jo Mielziner, chorégraphie et mise en scène de Joshua Logan : Bloody Mary
- 1954-1955 : La Maison de fleurs (en) (House of Flowers), musique d'Harold Arlen, lyrics d'Harold Arlen et Truman Capote, livret de Truman Capote (d'après sa nouvelle éponyme), chorégraphie d'Herbert Ross, mise en scène de Peter Brook : Mme Tango
- 1958-1960 : Au rythme des tambours fleuris (Flower Drum Song), production de Richard Rodgers et Oscar Hammerstein II, musique de Richard Rodgers (orchestrée par Robert Russell Bennett), lyrics d'Oscar Hammerstein II, livret de Joseph Fields et Oscar Hammerstein II, décors d'Oliver Smith, costumes d'Irene Sharaff, mise en scène de Gene Kelly : Mme Liang

## Filmographie

### Cinéma (intégrale)
- 1937 : We Work Again (en) (court métrage documentaire) : elle-même (chanteuse et chef de chœur)
- 1939 : Paradise in Harlem (en) de Joseph Seiden (en) : elle-même (chanteuse et chef de chœur)
- 1948 : Miracle in Harlem (en) de Jack Kemp : elle-même (chanteuse et chef du « Juanita Hall Choir »)
- 1950 : Harlem Follies of 1949 de Jack Goldberg (en) : elle-même
- 1958 : South Pacific de Joshua Logan : Bloody Mary (chant : Muriel Smith)
- 1961 : Au rythme des tambours fleuris (Flower Drum Song) d'Henry Koster : Mme Liang

### Télévision (sélection)
- 1948 : Captain Billy's Mississippi Music Hall (série), épisodes et rôle indéterminés
- 1952 : Constitution Island de William Corrigan (téléfilm) : Bertha
- 1952 : Schlitz Playhouse of Stars (série), saison 1, épisode 19 The Daughter : Mammy Salby

## Récompenses (sélection)
- 1950 : Tony Award du meilleur second rôle féminin dans une comédie musicale, pour South Pacific.